# Mošenik, Zagorje ob Savi
Mošenik je naselje ob istoimenskem potoku na levem bregu reke Save v Občini Zagorje ob Savi. Naselje je s cesto med železniško progo in reko povezano z bližnjo železniško postajo v naselju Sava, s cesto skozi gozd pa z višje ležečim Šentlambertom in Zasavsko sveto goro. Reka Sava občasno poplavi cesto do lesenega mostu na Savi, o čemer v Mošeniku pričajo oznake o ravni vode na podvozu pod železnico. Mošenik leži ob izlivu potoka Mošenik v Savo.
Toponim 'Mošenik' izvira iz posamostaljenja besedne zveze 'moščena voda', kjer pridevnik 'moščen' izvira iz deležnika glagola 'mostiti'. Zaradi gorenjskega narečja je soglasniški sklop 'šč' prešel v 'š'. Toponime s podobno etimologijo najdemo tudi v hrvaščini, češčini, poljščini in srbohrvaščini.